# Казачья Слобода
Казачья Слобода  — село в Шацком районе Рязанской области. Входит в состав Казачинского сельского поселения. 

## География
Село граничит с городом Шацком, который является районным центром. Расстояние областного центра 165 км., до Москвы — 365 км. Часть села расположено вдоль федеральной автомобильной дороги М5 «Урал» (М5).

## Уличная сеть
Село состоит из 17 улиц:
- ул. Булаева
- ул. Верхняя Таракановка
- ул. Верхняя
- ул. Журина
- ул. Завидовка
- ул. Коршунова
- ул. Красавка
- ул. Набережная
- ул. Народная
- ул. Нижняя Таракановка
- ул. Новая
- ул. Попова
- ул. Рабочая
- ул. Революционная
- ул. Советская
- ул. Шишкина
- ул. Школьный пер.

## История

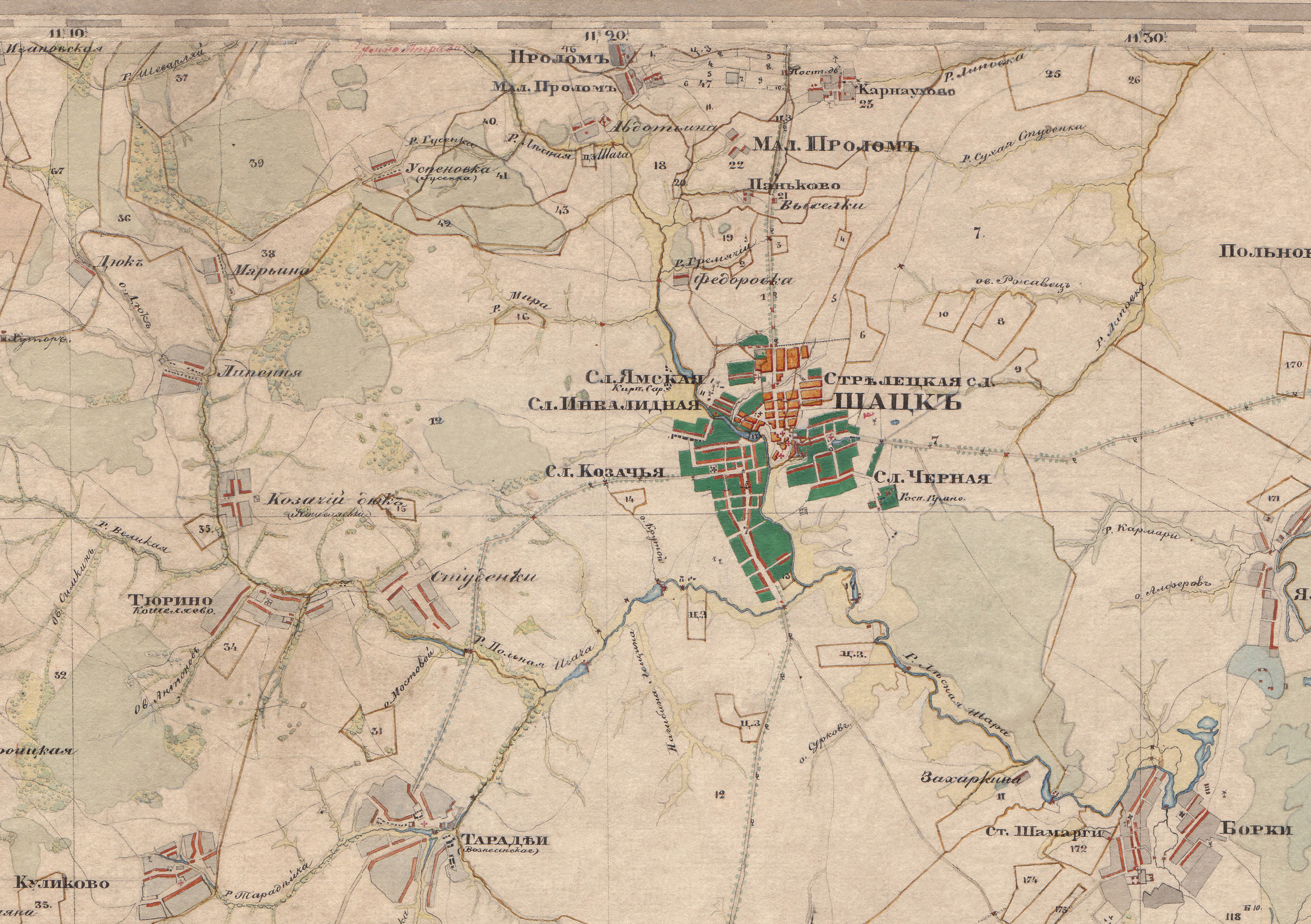
Казачья Слобода на карте Шацкого уезда в 1862 году.

Дата основания не позднее XVI-XVII веков.

## Население
| 1989 | 2010  | 2012  |
| ---- | ----- | ----- |
| 2790 | ↘2339 | ↗2543 |

## Известные уроженцы
- Чуфистов, Иван Иванович (1885—1969), борец-профессионал. Один из сильнейших борцов-профессионалов России 1910-1920-х годов, победитель турнира на звание чемпиона мира среди профессионалов (Петроград, 1915 год). Депутат Выборгского районного Совета рабочих и солдатских депутатов г. Петрограда. Первый председатель колхоза в родном селе.
- Булаев, Николай Иванович (род. 1 сентября 1949) — российский политик, доктор педагогических наук. Заместитель Председателя ЦИК России с 10 февраля 2016 года. Депутат Государственной думы от «Единой России» (1999—2007, 2010—2015), член Совета Федерации России (2015—2016).

## Инфраструктура
Личное подсобное хозяйство с зоной сельскохозяйственного использования, индивидуальная застройка усадебного типа.
Основа экономики — сельское хозяйство.

## Транспорт
Легкодоступно автотранспортом.  